# Schradera cubensis
Schradera cubensis är en måreväxtart som beskrevs av Julian Alfred Steyermark. Schradera cubensis ingår i släktet Schradera och familjen måreväxter. Inga underarter finns listade i Catalogue of Life.